# Hồ Xá
Hồ Xá là thị trấn huyện lỵ của huyện Vĩnh Linh, tỉnh Quảng Trị, Việt Nam. Thị trấn nằm trên Quốc lộ 1.

## Địa lý
Thị trấn có diện tích tự nhiên là 692 ha với dân số khoảng 13.000 người. Hồ Xá cách thị xã Quảng Trị 45 km, cách bãi biển Cửa Tùng 15 km.

## Hành chính
Thị trấn Hồ Xá được chia thành 17 khu phố: 1, 3, 4, 5, 6, 7, 8, 9, Hòa Phú, Phú Thị Đông, Hữu Nghị, Phú Thị, Thống Nhất, Thành Công, Lao Động, Chợ Huyện, Vĩnh Tiến.

## Lịch sử
Hồ Xá trước kia là làng Hồ Xá, làng do một nhóm dân thuộc triều Hồ di cư vào lập nghiệp. Điều này giải thích tại sao các gia phả trong vùng đều ghi tộc Hồ là một trong số ít những tộc họ thuộc bậc tiền hiền.  Vào thế kỷ 17, chúa Nguyễn Phước Tân đã lập ra thương cảng Hồ Xá để vận chuyển gạo. Về mặt địa lý, Hồ Xá nằm rất gần với địa danh Truông Nhà Hồ. Truông Nhà Hồ giáp giới giữa xã Vĩnh Chấp, Vĩnh Linh và Sen Thủy, Lệ Thủy, Quảng Bình một địa danh được đi vào lịch sử với giai thoại về một nhóm cướp, người đi qua đó thường bị bắt bớ cướp bóc đòi tiền mãi lộ. Thời thuộc Pháp, Truông Nhà Hồ là trở thành nơi trú ngụ của các nghĩa sĩ Cần Vương đi theo vua Hàm Nghi và Tôn Thất Thuyết.
Chính phủ Việt Nam báo cáo vào năm 1962 rằng Quân đội Việt Nam đã xây một sân bay tại thị trấn Hồ Xá với sự giúp đỡ từ Nga và Trung Quốc. Nhà báo người gốc Mỹ-Pháp John Gerassi đã ghi lại rằng trong thời kỳ tổng thống của Lyndon B. Johnson, các máy bay của Hoa Kỳ đã ném một lượng bom lớn trong thị trấn này. Các bệnh viện bị đánh bom bởi máy bay Mỹ vào những năm 1960. Một khu quân sự tại Hồ Xá đã trở thành một nơi ném bom quan trọng vào năm 1965 do quân đội Hoa Kỳ với lý do "thẩm vấn tù nhân, tài liệu bị lộ và những thông tin tình báo của điệp viên." Đài phát thanh tuyên truyền của Quân đội Việt Nam Radio Hanoi đã phát vào năm 1965 rằng các bệnh viện, trường học và đường phố là mục tiêu đánh bom, trong khi nhà báo Ấn Độ Harsh Deo Malaviya viết trong bài báo "Socialist Congressman" về việc Hoa Kỳ ném bom vào thị trấn Hồ Xá và thị trấn Nam Hồ gần đó vào năm 1966. Cơ quan Tình báo Trung ương của Hoa Kỳ đã đăng lên một bản thu âm radio của miền Bắc Việt Nam mà đã mô tả cuộc đánh bom năm 1965 của thị trấn. Hồ Xá đã từng được biết là "nơi ném bom B-52" do có nhiều máy bay Boeing B-52 Stratofortress liên tục đánh bom vào thị trấn này. Một bài báo năm 1994 trên The World đã nhắc đến một người dân làng địa phương cho rằng đó là một điều kỳ diệu cho thị trấn này khi có được nước sạch.
Một biển màu tím nằm ngay bên cạnh một trạm xăng gần Địa đạo Vịnh Mốc tại Quảng Trị, nơi người ta ở đó để tránh bom Mỹ. Một phần của di tích trên được mở cửa cho du khách và có một bảo tàng tại lối vào.
Năm 1986, thị trấn được đổi tên thành thị trấn Vĩnh Linh và thay lại thành tên cũ vào năm 1994.